# Sfânta Teodora de la Sihla
Sfânta Cuvioasă Teodora de la Sihla (n. în jurul anului 1650, Vânători-Neamț, Neamț - d. începutul secolului al XVIII-lea) este o sfântă din calendarul ortodox român, pomenită în ziua de 7 august.

## Viața
S-a născut în vremea domniei lui Vasile Lupu și a mitropolitului cărturar Varlaam Moțoc; a fost fiica armașului cetății Neamț Ștefan Joldea - boier cu rang de comis. A fost căsătorită contra voinței sale. Neavând copii, soții hotărăsc împreună să se călugărească, el retrăgându-se la Mănăstirea Poiana Mărului și ea - la vârsta de aproape 30 de ani - la Vărzărești.

Năvălirile străine o determină să se retragă în Munții Buzăului (se pare că a trecut și pe la Schitul rupestru Fundătura), unde viețuiește aproape un deceniu (numele ei este pomenit și într-un pomelnic inscripționat în piatră pe altarul schitului rupestru din Munții Buzăului - de la Agatonul Nou). De aici se îndreaptă mai întâi spre Mănăstirea Neamț, de unde este îndrumată spre Munții Neamțului la schitul Sihăstria (la acea vreme recent înființat în 1655). Cu îndrumarea starețului de aici și cu binecuvântarea egumenului schitului, a suit munții pentru a sihăstri în pustia Sihlei. Cuvântul „sihlă” înseamnă pădure deasă de copaci tineri; hățiș. Cu peste un secol mai târziu, Calistrat Hogaș descrie astfel acest sălaș de pustnici: 
„Dacă Sihla nu pășește dincolo de marginile firești, apoi are cel puțin însușirea de a atinge aproape culmea de asprime, singurătate și sălbăticie a celei mai puternice închipuiri.”
Inițial Teodora a locuit într-o chilie aflată sub stâncile Sihlei, cedată de un sihastru bătrân. Tradiția orală spune că în vremea altor năvăliri străine, călugărițe refugiate au ajuns și la chilia cuvioasei, aceasta cedându-le locul pentru a se muta într-o peșteră, unde era și mai greu de ajuns. Aici ar fi supraviețuit în cea mai mare parte a timpului.

## După moarte
După moartea sa, trupul celei supranumite Floare duhovnicească a Moldovei a rămas în peștera unde își petrecuse mare parte din sihăstrie. Știrea vieții și morții ei ar fi ajuns și la soțul ei, călugărit sub numele de Elefterie, astfel că acesta a plecat de la Poiana Mărului și a venit să-și petreacă cel din urmă deceniu al vieții la Sihăstria, aproape de locul de odihnă al soției sale. Pe la 1725 s-a întemeiat schitul Sihla în amintirea ei.
Rămasă înmormântată aici până prin anii 1828-1834, în timpul ocupației rusești a Principatelor Române a fost dusă la Lavra Pecerska din Kiev.

Despre ea Calistrat Hogaș scria în cartea sa Pe drumuri de munte:
„Frumoasa Sfânta Teodora, legendara anahoretă a locurilor acestora, se înfățișa închipuirii mele ca o a doua Marie din Egipt, cu viața bântuită de aceleași nenorociri, tot ca și ea. Sfânta Teodora se lepădase, poate, de plăcerile îmbătătoare ale lumii acesteia, mulțumindu-se, în cele din urmă, cu crăpatura umedă a unei stânci, în locul palatelor aurite unde luxul și desfrâul domneau cu răsfățare...”
Sinodul Bisericii Ortodoxe Române a proclamat canonizarea Cuvioasei Teodora de la Sihla pe 20 iunie 1992, stabilind ca zi de prăznuire data de 7 august.